# Skads Kirke
De ældste dele af Skads Kirke menes opført omkring 1200. Siden har den været centrum for det kirkelige liv i Skads Sogn (Skast), Skast Herred.
Ret kort efter opførelsen er kirken forlænget både mod øst og vest. I senmiddelalderen er tilføjet tårn og våbenhus. Ved en stor restaurering 1891-92 blev våbenhuset nedbrudt, mens tårnets munkesten blev skalmurede med mindre sten, så det fik sin nuværende skikkelse.
Den statelige kvaderstenskirke har bevaret mange oprindelige vinduer.
Efter våbenhusets nedbrydning blev der skabt adgang til kirken gennem tårnet. Over døren bydes man velkommen af en vejrbidt og nu ulæselig indskrift indsat i muren.
Gennem tårndøren kommer man ind i et nyere våbenhus og derfra ind i kirken.

## Eksterne kilder og henvisninger
- Kirkens folder Arkiveret 8. oktober 2007 hos  Wayback Machine Skads menighedsråd fik i efteråret 2001 udarbejdet en smuk farvetrykt folder med information om kirken og illustreret med farvebilleder.
- Skads Kirke hos KortTilKirken.dk
- Skads Kirke i bogværket Danmarks Kirker (udg. af Nationalmuseet)